# ケインとアベル
『ケインとアベル』（Kane and Abel）は、ジェフリー・アーチャーが1979年に発表した小説。イギリスでテレビドラマ化され、日本でも放送された。書名は旧約聖書『創世記』に登場する兄弟相克の物語「カインとアベル」（Cain and Abel - ケイン（Kane）は姓であるが、英語読みの音が同じ）にちなんで付けられている。
20世紀の現代史を背景に、生い立ちの異なる2人の主人公を、双方の視点から交互に描き、やがて2人の運命が交錯するストーリー。アーチャーはサクセス・ストーリーを描く長編（アーチャーは、このような作品をサーガと呼んでいる）、国際的な陰謀を描くサスペンス劇、短編集といった順で著作を発表しているが、以後も長編作品においてはこのスタイルが取られている。本書の続編として、主人公アベル・ロスノフスキの娘フロレンティナを主人公に、彼女がアメリカ大統領の座を目指す長編『ロスノフスキ家の娘』（1982年）があり、フロレンティナの幼少時から描かれる前半部は、『ケインとアベル』の物語を別視点からなぞる構成になっている。

## あらすじ
1906年4月16日、遠く離れたポーランドとアメリカ合衆国に2人の男の子が誕生した。
ポーランドに生まれたヴワデグは貧しい罠猟師に拾われ、実の子同然に育てられた。学校で優秀な成績を修めた彼は、やがてロスノフスキ男爵の子息レオン（実は腹違いの兄弟）の学友として男爵の城で教育を受けるようになった。
アメリカのボストンに生まれたウィリアムは銀行家の父を持ち、生れ落ちたときから上流私立校への入学を予約するような上流界層の御曹司であった。
生誕地も境遇も全く異なる2人であったが不思議な因果で接点を持つようになる。
ヴワデグは、ポーランドに生まれ育ったが、第一次世界大戦とそれに引き続いて起こったポーランド・ソ連戦争により実父ロスノフスキ男爵と親友のレオン、義姉フロレンティナ（初恋相手でもあった）を失う。彼自身もソ連の強制収容所に連行されるが、命からがら脱出に成功。大西洋を越えてアメリカ移民となる。渡米後、ホテルチェーン経営者の目に留まり、彼の下で頭角を現した。ヴワデグは、実父の形見の腕輪に刻まれた「アベル・ロスノフスキ男爵」を自ら名乗った。
一方、アメリカ・ボストンの銀行家の息子であるウィリアム・ケインは、タイタニック号事故による父親の死など家庭の不幸に見舞われつつも才覚を発揮し、アメリカでも有数の銀行の頭取になる。
両者に関わりのある件のホテル経営者（アベルにとっては父親同然のホテル経営学の師匠、ケインにとって融資先の一人）が大恐慌で銀行からの融資を打ち切られたことを苦に自殺する。また、ホテルを引き継いだアベル自身もやはりケインに融資を断られ、それを機に、アベルはケインに対して復讐を決意する。ホテル事業を立て直し力を持つようになると、苛烈な報復を次々に実行し始める。やがてケインも自分の行く手をことごとく阻むアベルを「不倶戴天の敵」と認識するに至る。
さらに、アベルの娘とケインの息子が偶然出会い恋愛、駆け落ちしてしまったため、2人の対立は深まっていく。
最終的には、ケインに（アベルの手による）経済的破滅と死が訪れるまで、この対立は解消しなかった。2人の因果の全てが判明した結末には、大きなどんでん返しが仕掛けられている。

## 日本語訳
- 『ケインとアベル』 永井淳訳、新潮文庫（上・下）、改版2007年

## 登場人物
ウィリアム・ケイン - ボストンの名門ケイン家の一人息子
リチャード - ウィリアムの父。ケイン・アンド・キャボット銀行頭取
アン - ウィリアムの母
マッケンジー医師 - 産科医
アラン・ロイド - 銀行家。ウィリアムの後見人
ミリー・プレストン - アンの親友。ウィリアムの後見人
ヘンリー・オズボーン - アンの2度目の夫
マシュー・レスター - ウィリアムの生涯の友
トーマス・コーエン - 法律事務所の弁護士
トニー・シモンズ - ウィリアムの上司
ケイト - 美しい未亡人
ヴワデク（＝アベル） - ポーランド生れの私生児
ヤシオ - ヴワデクの養父。貧しい猟師
ヘレナ - ヴワデクの養母
フロレンティナ - ヤシオとヘレナの娘
ロスノフスキ男爵 - 領主。銀の腕輪の持主
レオン - 男爵の息子。ヴワデクの親友
イェジー・ノヴァク（＝ジョージ） - 移民船で知り合ったヴワデクの生涯の友
ザフィア - 同じ移民船のポーランド娘
デーヴィス・リロイ - リッチモンド・ホテル・グループの総支配人
メラニー - リロイの娘
デズモンド・ペイシー - シカゴ・リッチモンド支配人

## 備考
『大統領に知らせますか?』（1977年）は、発表当初は大統領をエドワード・ケネディ（実在人物を登場させたフィクション）としていたが、1987年の新版ではアベルの娘、フロレンティナを大統領とした作品に書き換えられた。

## テレビドラマ

### スタッフ
- 監督：バズ・キューリック
- 脚本：ロバート・Ｗ・レンスキー
- 原作：ジェフリー・アーチャー
- 音楽：ビリー・ゴールデンバーグ
- 撮影：マイク・ファシュ
- 製作：ファーン・フィールド

### キャスト
- ピーター・ストラウス：アベル・ロスノフスキー（平幹二朗）
- サム・ニール：ウィリアム・ケイン（山本圭）
- ロン・シルヴァー：サディアス・コーエン（津嘉山正種）
- デビッド・デュークス：デイヴィッド・オズボーン（羽佐間道夫）
- フレッド・グウィン：デイヴィス・リロイ （久米明）
- リチャード・アンダーソン：アラン・ロイド（近藤洋介）
- リード・バーニー：マシュー・レスター（古川登志夫）
- アルバータ・ワトソン：ザフィア・ロスノフスキー（藤田淑子）
- ヴェロニカ・ハメル：ケイト・ケイン（山口果林）
- ポール・ハーディング：デイヴィッド・マクストン（宮部昭夫）
- ケント・ブロードハースト：トニー・シモンズ（田村錦人）
- ケイト・マクニール：フロレンティナ・ロスノフスキー（水沢アキ）
- トーマス・ロバーツ・バード：リチャード・ケイン（田中秀幸）
- リサ・ベインズ：アン・ケイン（小林哲子）
- ナレーション（矢島正明）

※括弧内は日本語吹き替え
- （ 幸田直子 富田耕生 小林尚臣 谷口節）
- 演出：小林守夫、河村常平 翻訳：森田瑠美 調整：小野敦志 効果：遠藤堯雄、桜井俊哉 選曲：東上別府精 製作：東北新社
- 日本語版はテレビ朝日系列にて1986年9月28日より5日連続で放送された。その後NHK-BSやテレビ東京で再放送された。2021年現在ソフト未収録。

## ミュージカル
2025年に脚本・演出ダニエル・ゴールドスタイン、音楽フランク・ワイルドホーン、歌詞ネイサン・タイセンによる新作ミュージカル『ケイン＆アベル』が日本で世界初演された。上演時間の都合により幼少期の描写はほぼカットされており、本編はアベルのアメリカ上陸とケインの卒業パーティーから始まる。

### スタッフ
- 音楽：フランク・ワイルドホーン
- 歌詞：ネイサン・タイセン
- 編曲：ジェイソン・ハウランド
- 振付：ジェニファー・ウェーバー
- 脚本・演出：ダニエル・ゴールドスタイン
- プロデューサー：仁平知世・田中利尚（東宝）[2]
- アソシエイト・エグゼクティブ・プロデューサー：北牧裕幸（キューブ）[2]
- エグゼクティブ・プロデューサー：池田篤郎（東宝）[2]
- 製作：東宝／キューブ[2]

### キャスト
- ウィリアム・ケイン：松下洸平
- アベル・ロスノフスキ：松下優也
- フロレンティナ：咲妃みゆ
- ザフィア：知念里奈
- ケイト・ブルックス：愛加あゆ
- ジョージ・ノヴァク：上川一哉
- マシュー・レスター：植原卓也
- リチャード・ケイン：竹内將人
- ヘンリー・オズボーン：今拓哉
- アラン・ロイド：益岡徹
- デイヴィス・リロイ：山口祐一郎

### 公演
初演（2025年）
- 1月22日 - 2月16日　東京（東急シアターオーブ）
- 2月23日 - 3月2日　大阪（新歌舞伎座）